# James Arness

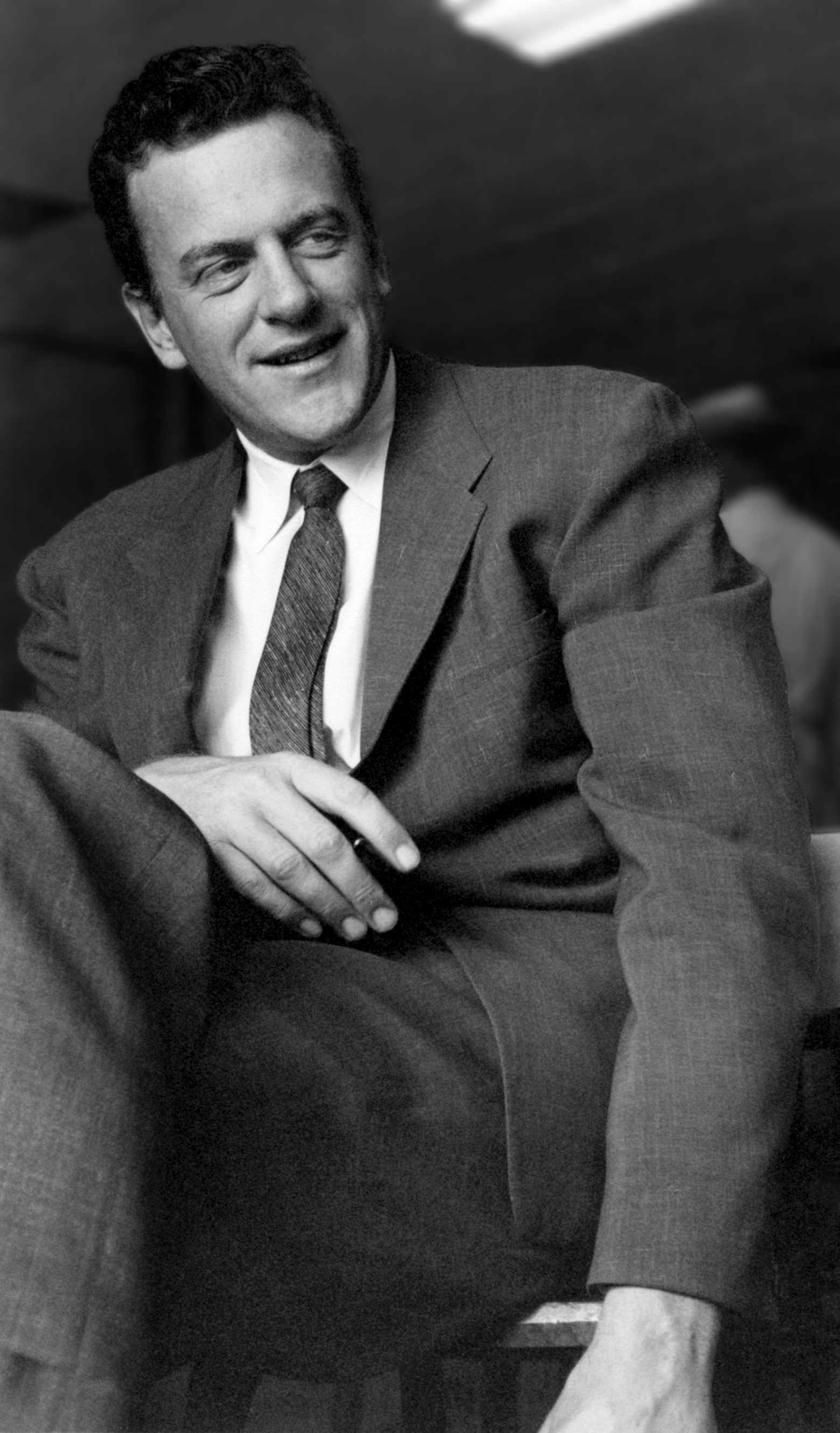
James Arness

James Arness (* 26. Mai 1923 in Minneapolis, Minnesota; † 3. Juni 2011 in Los Angeles, Kalifornien; eigentlich James King Aurness) war ein US-amerikanischer Schauspieler, der hauptsächlich durch seine Darstellung des Marshals Matt Dillon in der Western-Serie Rauchende Colts bekannt wurde.

## Leben
Arness diente während des Zweiten Weltkriegs in der United States Army und wurde bei der Landung der alliierten Streitkräfte vor Anzio in Italien bei der Schlacht von Anzio (Operation Shingle, 22. Januar 1944) schwer verwundet. Seine Kinolaufbahn begann 1947 mit einer Nebenrolle in Die Farmerstochter neben Joseph Cotten, Loretta Young und Lex Barker. Arness war ein enger Freund von John Wayne und spielte an seiner Seite in dem Film Big Jim McLain und 1953 in einer Nebenrolle in Waynes einzigem 3D-Film Man nennt mich Hondo. 
John Wayne war es auch, der ihn für die Rolle des Marshals Matt Dillon in der US-Western-Serie Rauchende Colts vorschlug. Arness spielte die Rolle zwanzig Jahre lang in allen 635 Episoden. Das war die längste Zeit im amerikanischen Fernsehen, in der ein Schauspieler dieselbe Rolle spielte (der Rekord wurde 2004 von Kelsey Grammer in der Rolle des Dr. Frasier Crane in den Serien Cheers und Frasier eingestellt). Hierfür wurde Arness der Ehrentitel Honorary United States Marshal, in Anerkennung seiner einzigartigen Verkörperung des Bildes und der Traditionen des U.S. Marshals Service verliehen.
Nach dem Ende von Rauchende Colts spielte Arness weiterhin in erster Linie in Filmen und Fernsehserien des Western-Genres. Dazu gehörten unter anderem elf Folgen von Durch die Hölle nach Westen und fünf für das Fernsehen produzierte abendfüllende Fortsetzungsfilme von Rauchende Colts, die zwischen 1987 und 1994 produziert wurden.
Noch vor der langjährigen Verkörperung des Marshal Matt Dillon spielte Arness in den 1950ern in zwei bekannten Science-Fiction- beziehungsweise Horrorfilmen mit: Das Ding aus einer anderen Welt und Formicula. Als „Das Ding“ war er unter der Alienmaske allerdings kaum zu erkennen. Eine weitere nennenswerte Ausnahme vom Western bildet seine Hauptrolle als Großstadt-Polizist Jim McClain in der Krimiserie McClain’s Law, von der zwischen 1981 und 1982 sechzehn Episoden produziert wurden.
Am 3. Juni 2011 starb Arness 88-jährig in seinem Zuhause in Brentwood, einem Stadtteil von Los Angeles, eines natürlichen Todes. Er wurde auf dem Forest Lawn Memorial Park in Glendale beigesetzt.
James Arness war mit einer Körpergröße von 2,01 Metern einer der größten Serien-Darsteller in einer Hauptrolle. Aus der ersten geschiedenen Ehe mit Virginia Chapman (1949 bis 1960) hatte Arness zwei Söhne und eine Tochter, die sich 1975 das Leben nahm. Seit 1978 war er mit Janet Surtees verheiratet. Sein Bruder war der Schauspieler Peter Graves.

## Filmografie (Auswahl)
- 1947: Die Farmerstochter (The Farmer’s Daughter)
- 1949: Kesselschlacht (Battleground)
- 1950: Stars in My Crown
- 1950: Westlich St. Louis (Wagon Master)
- 1950: Sierra
- 1950: Ein einsamer Ort (In a Lonely Place)
- 1950: Gefährliche Mission (Wyoming Mail)
- 1951: Das Ding aus einer anderen Welt (The Thing from Another World)
- 1951: Reiter gegen Sitting Bull (Cavalry Scout)
- 1951: Ausgezählt (Iron Man)
- 1951: Der Mordprozeß O’Hara (The People Against O’Hara)
- 1952: Stärker als Ketten (Carbine Williams)
- 1952: Frau in Weiß (The Girl in White)
- 1952: Marihuana (Big Jim McLain)
- 1952: Das Tor zur Hölle (Hellgate)
- 1952: Fluch der Verlorenen (Horizons West)
- 1953: Auf verlorenem Posten (The Lone Hand)
- 1953: Das letzte Signal (Island in the Sky)
- 1953: Der Prinz von Bagdad (The Veils of Bagdad)
- 1953: Man nennt mich Hondo (Hondo)
- 1954: Formicula (Them!)
- 1954: Ihre zwölf Männer (Her Twelve Men)
- 1955: Ein Mann liebt gefährlich (Many Rivers to Cross)
- 1955: Der Seefuchs (The Sea Chase)
- 1955: Insel der Leidenschaft (Flame of the Islands)
- 1955–1975: Rauchende Colts (Gunsmoke, Fernsehserie, 635 Folgen)
- 1956: The First Traveling Saleslady
- 1959: Ein Schuß und 50 Tote (Alias Jesse James)
- 1978–1979: Durch die Hölle nach Westen (How the West Was Won, Fernsehserie, 24 Folgen)
- 1981–1982: McClain’s Law (Fernsehserie, 16 Folgen)
- 1987: Alamo – 13 Tage bis zum Sieg (The Alamo: Thirteen Days to Glory, Fernsehfilm)
- 1987: Rauchende Colts: Auf Leben und Tod (Gunsmoke: Return to Dodge, Fernsehfilm)
- 1988: Red River (Fernsehfilm)
- 1990: Rauchende Colts: Der letzte Apache (Gunsmoke: The Last Apache, Fernsehfilm)
- 1992: Rauchende Colts: Faustrecht des Westens (Gunsmoke: To the Last Man, Fernsehfilm)
- 1993: Rauchende Colts: Der lange Ritt (Gunsmoke IV: The Long Ride, Fernsehfilm)
- 1994: Rauchende Colts: Er ist das Gesetz (Gunsmoke: One Man’s Justice, Fernsehfilm)